# Franz Rennhofer

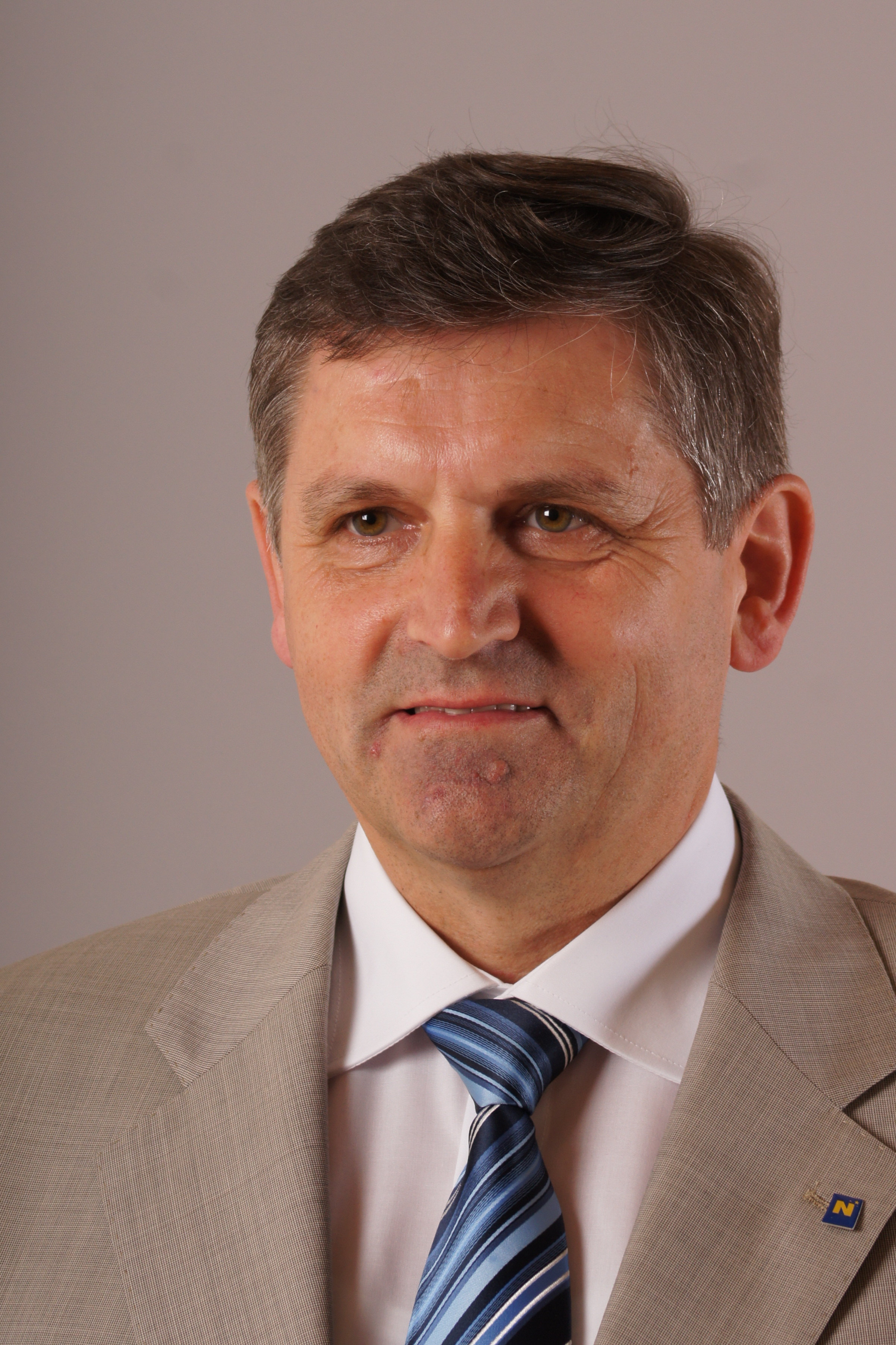
Franz Rennhofer (2013)

Franz Rennhofer (* 25. Jänner 1960 in Thomasberg) ist ein österreichischer Gemeindebediensteter und Politiker (ÖVP). Rennhofer war von 2003 bis März 2023 Abgeordneter zum Landtag von Niederösterreich.

## Leben
Rennhofer absolvierte eine Höhere Technische Lehranstalt und war nach der Matura für die Firma Mauser, später für die Firma Semperit tätig.

## Politik
Politisch engagierte sich Rennhofer ab 1979 bei der Jungen Volkspartei Thomasberg und wurde 1992 zum Gemeindeparteiobmann in Lichtenegg gewählt. Er war von 1995 bis 2013 Bürgermeister von Lichtenegg, ist seit 2000 Mitglied im Bezirksparteivorstand von Wiener Neustadt und vertrat die ÖVP ab dem 24. April 2003 im Niederösterreichischen Landtag.
2012 wurde er Bezirksobmann der ÖVP Wiener Neustadt, im März 2022 folgte ihm Christian Stacherl in dieser Funktion nach.

## Auszeichnungen
- 2014: Großes Silbernes Ehrenzeichen für Verdienste um die Republik Österreich[2]
- 2019: Silbernes Komturkreuz des Ehrenzeichens für Verdienste um das Bundesland Niederösterreich[3]